# Мораис, Фелипе
Фелипе де Мораис Барбоса Пенна дос Сантос (порт.-браз. Felipe de Morais Barbosa Penna dos Santos); более известный, как Фелипе Мораис (порт.-браз. Felipe Morais; род. 29 августа 2008) — бразильский футболист, полузащитник клуба «Крузейро».

## Клубная карьера
Мораис — воспитанник клуба «Крузейро».

## Международная карьера
В 2025 году Мораис в составе юношеской сборной Бразилии принял участие в молодёжном чемпионате Южной Америки в Колумбии. На турнире он сыграл в матчах против команд Уругвая, Боливии, Венесуэлы, Эквадора, Чили и Колумбии.

## Достижения
Международные
 Бразилия (до 17)
- Победитель юношеского чемпионата Южной Америки — 2025